# Caso Sansão
O Caso Sansão, se refere ao tortura e tentativa de morte de um cão pit bull cujas duas patas traseiras foram amputadas, ocorrido no dia 8 de julho de 2020, levando o Congresso brasileiro a ampliar a pena para maus-tratos a animais.

## O crime
Os dois suspeitos torturaram o pitbull com um foice. Os dois foram presos e posteriormente considerados responsáveis pelo crime de maus tratos aos animais.

## Reações
O caso levou à ampliação da pena para quem praticar maus-tratos a cães e gatos  de três meses a um ano para de dois a cinco anos.